# آشر (آریزونا)
آشر (به انگلیسی: Asher) یک منطقهٔ مسکونی در ایالات متحده آمریکا است که در آریزونا واقع شده‌است. آشر ۹۳ متر بالاتر از سطح دریا واقع شده‌است.